# Cristina García-Orcoyen Tormo
Cristina García-Orcoyen Tormo (Madrid, 2 de gener de 1948) és una política espanyola. És llicenciada en ciències polítiques i econòmiques per la Universitat Complutense de Madrid, diplomada en direcció general d'empreses per l'IESE i en comerç exterior.
De 1983 a 1996 fou secretària General d'Adena/WWF-Espanya i de 1993 a 1996 vicepresidenta del Consell Assessor de Medi ambient de la Unió Europea. Endemés, des de 1996 és responsable del Comitè Espanyol del Programa de les Nacions Unides per al Medi Ambient (PNUMA).
Fou escollida diputada del Partit Popular a les eleccions al Parlament Europeu de 1999. De 1999 a 2002 fou membre de la Comissió de Medi Ambiente Salud Pública i Política del Consumidor i de la Delegació per a les Relacions amb l'Europa Sud-oriental. També fou cap de la Delegació del Parlament Europeu de la COP8 (Conferència de les Parts sobre Canvi Climàtic).
Des de 1996 és directora gerent de l'ONG Fundación Entorno, secció espanyola del Consell Empresarial Mundial per al Desenvolupament Sostenible (WBSCD).